# E-líquid
Un e-líquid o líquid per a vapear és una solució líquida utilitzada en els cigarrets electrònics i altres dispositius de vaporització. Aquest líquid, quan s'escalfa mitjançant una resistència, es converteix en vapor que l'usuari inhala.

### Composició[1]
Els e-líquids típics estan compostos per quatre ingredients principals:
- Propilenglicol (PG): Un líquid incolor i inodor que actua com a solvent per als aromes i la nicotina. També proporciona una sensació de "cop de gola" similar a la del tabac tradicional.
- Glicerina vegetal (VG): Un líquid viscós i incolor que, en escalfar-se, produeix vapor. La VG aporta dolçor i densitat al vapor.
- Aromes: S'utilitzen aromes alimentaris per proporcionar una gran varietat de sabors, des de fruites i dolços fins a begudes i tabac.
- Nicotina (opcional): La nicotina és un alcaloide natural present en el tabac i s'afegeix als e-líquids per proporcionar una sensació similar a la de fumar. Molts vapers opten per e-líquids sense nicotina per reduir o eliminar la seva dependència.

### Proporcions i variacions[2]
La proporció de PG i VG en un e-líquid pot variar considerablement, afectant la producció de vapor, la intensitat del sabor i la sensació en la gola. Els e-líquids amb un alt contingut de VG produeixen més vapor i tenen un sabor més suau, mentre que els e-líquids amb un alt contingut de PG ofereixen un sabor més intens i un "cop de gola" més fort.
A més dels ingredients bàsics, alguns e-líquids poden contenir altres substàncies com edulcorants o altres additius per millorar el sabor o la textura.

### Sals de nicotina[3]
A més de la nicotina tradicional, en els e-líquids s'utilitzen cada vegada més les sals de nicotina. Aquestes són una forma de nicotina que ha estat químicament modificada per ser més estable i soluble. Això permet que la nicotina sigui absorbida més ràpidament pel cos, proporcionant una satisfacció més immediata i similar a la del tabac tradicional.
- Com són: Les sals de nicotina són una forma de nicotina que s'ha combinat amb un àcid (normalment l'àcid benzoico) per formar una sal. Aquesta sal és més estable i soluble que la nicotina base lliure, que és la forma de nicotina tradicionalment utilitzada en els e-líquids.
- Avantatges:
  - Cop de gola més suau: Les sales de nicotina proporcionen una sensació en la gola menys irritant, cosa que les fa més agradables per a molts vapers, especialment per a aquells que són nous en el món del vapeo.
  - Absorció més ràpida: La nicotina de les sals s'absorbeix més ràpidament pel cos, proporcionant una satisfacció més immediata.
  - Concentracions més altes: Els e-líquids amb sals de nicotina poden contenir concentracions més altes de nicotina sense causar una sensació de picor excessiva.
- Utilització: Les sals de nicotina s'utilitzen principalment en dispositius de baixa potència, com ara pod systems i cigarrets electrònics similars a cigarrets convencionals. Aquests dispositius proporcionen una vaporització més discreta i són ideals per a aquells que busquen una experiència similar a la de fumar.

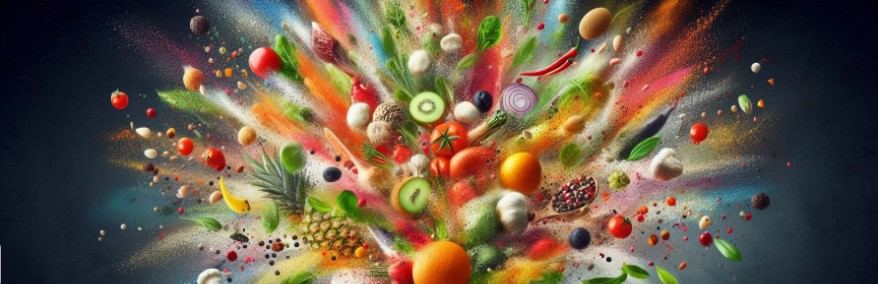

La seguretat dels e-líquids ha estat objecte de diversos estudis i debats. Si bé els e-líquids són generalment considerats menys perjudicials que el tabac tradicional, és important adquirir-los de fonts fiables i seguir les recomanacions dels fabricants.
La regulació dels e-líquids varia d'un país a un altre. En alguns països, la venda d'e-líquids està restringida, mentre que en altres hi ha una regulació més laxa.